# フランク・ワンラス
フランク・ワンラス（Frank Marion Wanlass 、1933年5月17日- 2010年9月9日）は米国の電子技術者。
1963年にチータン・サー（Chih-Tang Sah）と共にCMOS（相補型MOS）論理を発明したことで知られる。CMOSはその後、MOSFET（金属酸化膜半導体電界効果トランジスタ）の標準的な半導体デバイス製造プロセスとなっている。

## 経歴
ユタ大学にて博士号を取得。フェアチャイルドセミコンダクターに在籍していた1963年にチータン・サーとともにCMOS（相補型MOS）論理回路を発明し、1967年に「Low Stand-By Power Complementary Field Effect Circuitry」で米国特許U.S. patent #3,356,858を取得した。
1963年、MOSFETの構造を研究していた時、酸化物を介して電荷がゲートに移動することに注目した。この発見は、後にEPROM（消去可能なプログラマブル読み取り専用メモリ）技術の基礎となるものであった。
1964年、ワンラスはゼネラル・マイクロエレクトロニクス（GMe）社に移り，そこで最初の商用MOS集積回路を作り，1年後にはニューヨークのジェネラル・インストゥルメント社のマイクロエレクトロニクス部門に移り、ここで四相論理回路を開発した。
また、ナトリウムイオンドリフトによるMOSトランジスタのしきい値電圧安定化の解決に貢献したことでも記憶されている。
1991年に、IEEE Solid-State Circuits Awardを受賞。
MOSFETと集積回路の誕生から50周年を迎えた2009年、ワンラスはCMOSロジックの発明で全米発明家殿堂入りを果たした。彼は、MOSFET（モハメッド・M・アタラ、ダウォン・カーン）、プレーナプロセス（ジャン・ヘルニ）、EPROM（ドブ・フローマン）、分子線エピタキシー（アルフレッド・チョー）などの半導体技術の発明者とともに、半導体のパイオニアを祝う2009年のクラスの一人であった。
2010年9月9日に死去。